# US Open de 2009 - Duplas mistas
Detalhes de Duplas Masculinas do US Open de 2009. 
Os campeões foram a dupla estadunidense Carly Gullickson e Travis Parrott, que venceram na final por 7–6(6), 6–4, a dupla formada pela zimbabuense Cara Black e pelo indiano Leander Paes.